# Albiga
Albiga, aussi appelée Albigensium dans la Notice des Gaules, est une ville gallo-romaine. Elle correspond à la ville d'Albi. Albiga habitait le siège d'un diocèse. Il s'agissait de la quatrième cité sur les huit cité d'Aquitaine première décrites dans la Notice des Gaules (Notitia Galliarum).

## Toponymie
La ville était appelée civitas Albigensium dans la Notice des Gaules. Dans la Cosmographie de Ravenne, le nom de la ville était Albigi. Dans l’Histoire des Francs de Grégoire de Tours, la ville est appelée alternativement Albigae et Albige. Dans l'antiquité tardive (VIIIe siècle), la ville est appelée apud Albigensem.

## Sources